# المنظور البهائي لحقوق الإنسان الدولية
دعا بهاء الله النبي المؤسس للدين البهائي، إلى إرساء اتفاق عالمي لحماية حقوق الإنسان، وذلك قبل ما يقارب ثمانين عامًا من اعتماد الإعلان العالمي لحقوق الإنسان عام 1948. فقد أكد على ضرورة "الاعتراف بمعيار موحد لحقوق الإنسان واعتماده."
وقد وجّه دعوته إلى الحكومات لحماية حقوق شعوبها وضمان رفاههم، معتبرًا ذلك من مسؤولياتها الأساسية. ولتحقيق هذه الغاية، حثّ زعماء العالم على تأسيس رابطة عالمية تقوم على نظام للأمن الجماعي، بهدف حماية الشعوب من الطغيان والقمع، وضمان العدالة والاستقرار على الصعيد الدولي.

## الأساس الإلهي لحقوق الإنسان
تؤكد الكتابات البهائية أن حقوق الإنسان ليست مجرد مفهوم سياسي أو اجتماعي مشروط بالاعتراف من قبل الحكومات. بل إن وجهة النظر البهائية هي أن حقوق الإنسان موجودة مع الحكومات أو بدونها؛ فهي في الواقع هبة إلهية تتدفق من خلق جميع البشر مع القدرة على عكس صفات الله. ولهذا السبب يتمتع جميع البشر بكرامة روحية متساوية. وبناء على ذلك، فإن الحكومات تتحمل التزاماً أخلاقياً باحترام هذه الهبة الإلهية، وهو التزام يظل قائماً حتى في غياب المعاهدات أو القواعد القانونية العرفية التي تلزمها بذلك. فرض حضرة بهاء الله على الحكام هذا الواجب المقدس: "أليس من واجبكم الواضح ردع الظالمين، والإنصاف في معاملة رعيتكم، ليتجلى عدلكم الرفيع للبشرية جمعاء؟ لقد فوض الله إليكم زمام أمور الشعب، لتحكموا به بالعدل، وتصونوا حقوق المظلومين، وتعاقبوا الظالمين." هذه مسؤوليات إلهية لا يجوز لأي حكومة التنصل منها.
ويعلّم بهاء الله أيضًا أنه بسبب هذه الكرامة الروحية المتساوية، فإن جميع البشر هم أعضاء في عائلة بشرية واحدة يجب أن تكون موحدة. وهذا يعني أن الجميع يجب أن يعاملوا بعضهم بعضا كإخوة وأخوات، وبالتالي تكريم واحترام حقوق جميع البشر الآخرين، ليس فقط باعتبارهم متساوين، ولكن كأقارب روحيين. ويعلن "أنتم ثمار شجرة واحدة، وأوراق غصن واحد". إن الاعتراف بهذا الارتباط الأساسي هو شرط أساسي، وفقًا للتعاليم البهائية، لتحقيق حقوق الإنسان بشكل كامل. يؤكد بهاء الله في هذا الصدد: "إن رفاهية البشرية وسلامتها وأمنها لا يمكن تحقيقها إلا إذا أُسست وحدتها بقوة". لن تظل حقوق الإنسان أكثر من مفهوم أخلاقي جدير بالإعجاب طالما أنها ليست راسخة في مثل هذا التقدير للوحدة الإنسانية. إن هذه الوحدة توفر الزخم والدافع والإرادة للدفاع عن حقوق الآخرين. وهذا يعني أن حقوق الإنسان هي من اهتمامات الجميع، وليس الحكومات فقط.

## خلفية
إن أقدم استخدام لمصطلحات حقوق الإنسان في منشورات المؤسسات البهائية تزامن مع بداية علاقتها الرسمية مع الأمم المتحدة. كانت ثلاث من الوثائق الأربع الأولى المقدمة إلى المنظمة الدولية التي أنشئت حديثاً في عامي 1947 و1948 عبارة عن بيانات حول جوانب مختلفة من حقوق الإنسان، وكان المقصود منها أن تكون مساهمة في العمل التحضيري للإعلان العالمي لحقوق الإنسان. كان أول هذه الوثائق بيانًا من ثماني صفحات بعنوان "إعلان بهائي حول الالتزامات والحقوق الإنسانية" والذي قُدِّم إلى لجنة حقوق الإنسان في فبراير 1947 نيابة عن ثماني هيئات إدارية وطنية بهائية.
يوضح المجتمع البهائي الدولي أن الاهتمام بحقوق الإنسان يمكن العثور عليه في جميع الكتابات البهائية. حثّ بهاءالله حكام الأرض على "الحكم بالعدل... وحماية حقوق المظلومين، ومعاقبة المخطئين". كما علّم أنه "يجب أن تكون هناك مساواة في الحقوق والامتيازات لجميع البشر".
يقول شوقي أفندي، المفسر المعتمد لتعاليم بهاء الله: "إن وحدة الجنس البشري، كما تصورها بهاء الله، تعني إنشاء رابطة عالمية تُصان فيها استقلالية أعضائها والحرية الشخصية ومبادرات الأفراد الذين يتألفون منها بشكل نهائي وكامل. ويجب أن تتكون هذه الرابطة، بقدر ما نستطيع تصوره، من هيئة تشريعية عالمية، يتحكم أعضاؤها، بصفتهم أمناء على البشرية جمعاء، في نهاية المطاف بجميع موارد جميع الدول المكونة لها، ويسنون القوانين اللازمة لتنظيم الحياة وتلبية الاحتياجات وضبط علاقات جميع الأعراق والشعوب."
وعلاوة على ذلك، في وعد السلام العالمي، يؤكد بيت العدل الأعظم (المؤسسة الحاكمة العليا للإيمان) على أهمية الإعلان العالمي لحقوق الإنسان والاتفاقيات المرتبطة به، مؤكداً أن "كل هذه التدابير، إذا نُفذت و وسعت بشجاعة، سوف تقدم اليوم الذي يفقد فيه شبح الحرب قوته في الهيمنة على العلاقات الدولية".
إن وجهات النظر البهائية بشأن حقوق الإنسان ترتكز على مفهوم أن كل إنسان هو في الأساس كائن روحي وهب له الخالق المواهب والقدرات، وأن الغرض من الحياة هو تحقيق هذه الإمكانات لصالح المجتمع وكذلك الفرد المعني. إن الكرامة المتساوية لجميع البشر والحاجة إلى التضامن والمساواة القانونية بينهم منصوص عليها بوضوح في العديد من مقاطع الكتب المقدسة البهائية. تتجسد هذه الأفكار في مفهوم "وحدة البشرية"، الذي يوصف بأنه "المحور الذي تدور حوله جميع تعاليم بهاء الله".

## أمثلة على مساهمات المجتمع البهائي في قضايا حقوق الإنسان
يلعب المجتمع البهائي دورًا فعالًا في تعزيز ثقافة حقوق الإنسان. صدرت عشرات البيانات حول مختلف جوانب حقوق الإنسان منذ تقديم "الإعلان البهائي حول الالتزامات والحقوق الإنسانية" في عام 1947. تلتزم الجماعة البهائية بدمج حقوق الإنسان في كل جانب من جوانب حياة المجتمع العالمي وتفضل التعليم باعتباره النهج الرئيسي لتعزيز وحماية حقوق الإنسان.

### المساواة بين الجنسين
المساواة بين الجنسين هي مبدأ أساسي في الدين البهائي. تنص العقيدة البهائية على أن المساواة بين الجنسين هي معيار روحي وأخلاقي ضروري لتوحيد الكوكب ونشر السلام. وتشير التعاليم البهائية إلى أهمية تطبيق المبدأ في حياة الفرد والعائلة والمجتمع. أصدرت BIC بيانات مختلفة حول المساواة بين الجنسين وخاصة دور المرأة. في عام 1947، قُدم بيان بعنوان "القضاء على التمييز ضد المرأة" إلى الدورة الخامسة والعشرين للجنة حقوق الإنسان التابعة للأمم المتحدة بشأن وضع المرأة. وفي إطار البيان، أكدت هيئة علماء البهائيين أن الكتابات البهائية تؤكد على مبدأ المساواة في التعليم بين الرجال والنساء، فضلاً عن مبدأ التعليم الإلزامي الشامل، وتوضح مسؤوليات الوالدين والمؤسسات البهائية لضمان تكافؤ الفرص في تعليم الأطفال. في الواقع، يقال أنه إذا لم يتمكن الأبوان من تعليم الصبي والفتاة في آن واحد، فيجب إعطاء الأفضلية للفتاة لأنها الأم المستقبلية والمربية الأولى للطفل.
في عام 1975، أصدرت البهائية الدولية كتيبًا بعنوان "المساواة بين الرجال والنساء: واقع جديد" والذي ذكر أن المساواة بين الجنسين، بالنسبة للبهائيين، هي معيار روحي وأخلاقي ضروري لتوحيد الكوكب ونشر النظام العالمي. بدون الصفات والمواهب والمهارات التي يتمتع بها كل من المرأة والرجل، يصبح التنمية الاقتصادية والاجتماعية الكاملة للكوكب مستحيلة. لأن "عالم البشرية يمتلك جناحين - الذكر والأنثى. ما دام هذان الجناحان غير متساويين في القوة، فلن يطير الطائر. وإلى أن تبلغ المرأة نفس درجة الرجل، وإلى أن تتمتع بنفس مجال النشاط، لن تتحقق للإنسانية إنجازات خارقة؛ ولن تتمكن البشرية من شق طريقها إلى آفاق الإنجاز الحقيقي."

### القضاء على الفقر وإعادة التفكير في الرخاء
وفي بيان صدر عام 2008 بعنوان "القضاء على الفقر: المضي قدماً كوحدة واحدة"، عرضت اللجنة الدولية للصليب الأحمر مبدأين كدليلين للجهود المبذولة في مجال القضاء على الفقر: العدالة والوحدة. وأكدوا أن هذه المبادئ تشكل الأساس لرؤية تنموية يعتبر فيها التقدم المادي بمثابة أداة للتقدم الأخلاقي والثقافي للإنسانية. إن العدالة توفر الوسائل القادرة على تسخير الإمكانات البشرية للقضاء على الفقر من بيننا، من خلال تنفيذ القوانين، وتعديل الأنظمة الاقتصادية، وإعادة توزيع الثروة والفرص، والالتزام الثابت بأعلى المعايير الأخلاقية في الحياة الخاصة والعامة. وتضمن الوحدة أن التقدم هو منهج وعلائقي، وأن الاهتمام بسلامة وحدة الأسرة والمجتمع المحلي والوطني والعالمي يجب أن يوجه جهود التخفيف من حدة الفقر.
وعلاوة على ذلك، في مساهمتها في الدورة الثامنة عشرة للجنة حقوق الإنسان التابعة للأمم المتحدة بشأن التنمية المستدامة في عام 2010، تحدت الجماعة البهائية الدولية الافتراض القائل بأن البشر عبيد للمصالح الذاتية والاستهلاك. في بيان "إعادة التفكير في الرخاء: صياغة بدائل لثقافة الاستهلاك"، ينصون على أن الانتقال إلى الاستهلاك والإنتاج المستدامين هو جزء من مشروع عالمي يمكّن جميع الأفراد من تحقيق غرضهم المزدوج، ألا وهو تطوير إمكاناتهم الكامنة والمساهمة في تحسين المجتمع الأوسع. ولا يكفي أن نتصور الاستهلاك والإنتاج المستدامين من حيث خلق الفرص لأولئك الذين يعيشون في فقر لتلبية احتياجاتهم الأساسية. وبدلاً من ذلك، ومع الفهم بأن كل فرد لديه مساهمة يقدمها لبناء نظام اجتماعي أكثر عدالة وسلمية، فيجب ترتيب هذه العمليات بطريقة تسمح لكل فرد بلعب دوره الصحيح كعضو منتج في المجتمع. وفي هذا الإطار، يمكن وصف الاستهلاك والإنتاج المستدامين باعتبارهما عمليتين تعملان على تلبية الاحتياجات المادية والاجتماعية والروحية للبشرية عبر الأجيال وتمكين جميع الشعوب من المساهمة في التقدم المستمر للمجتمع.

## روابط خارجية
- الديانة البهائية – الموقع الدولي للبهائيين في العالم
- الجماعة البهائية الدولية - الموقع الرسمي
- بيانات ومنشورات BIC
- خدمة أخبار العالم البهائي، قصص إخبارية وبيانات صحفية صادرة عن مكتب المعلومات العامة التابع للخدمة
- المشاركة في حياة المجتمع المشاركة في خطابات المجتمع